# Пустиня (Сафоновський район)
Пустиня (рос. Пустыня) — присілок Сафоновського району Смоленської області Росії. Входить до складу Прудківського сільського поселення.
Населення — 15 осіб (2007 рік). 